# Leonrodstraße (München)
Die Leonrodstraße ist eine Innerortsstraße im Stadtbezirk Neuhausen-Nymphenburg (Nr. 9) von München.

## Verlauf
Die Straße beginnt am Rotkreuzplatz und führt über den Platz der Freiheit an der Landshuter Allee und weiter von dort nach Nordosten zum Oberwiesenfeld bis zum Leonrodplatz an der Dachauer Straße, an der sie in die Schwere-Reiter-Straße übergeht.

## Öffentlicher Verkehr
Durch die Straße führt die Trambahnlinie 12 (von 1950 bis 1964 die Linie 22), östlich der Albrechtstraße auf eigenem Gleisbett, das auch von Metro- und Stadtbuslinien mitbenutzt wird.

## Namensgeber
Die Straße ist nach der „Adelsfamilie der Leonrod benannt, die eine Reihe von hervorragenden Männern im Zivil- und Militärdienst hervorgebracht hat“ (Stadtarchiv). Ludwig Freiherr von Leonrod war ein deutscher Offizier und Widerstandskämpfer des 20. Juli 1944.

## Charakteristik

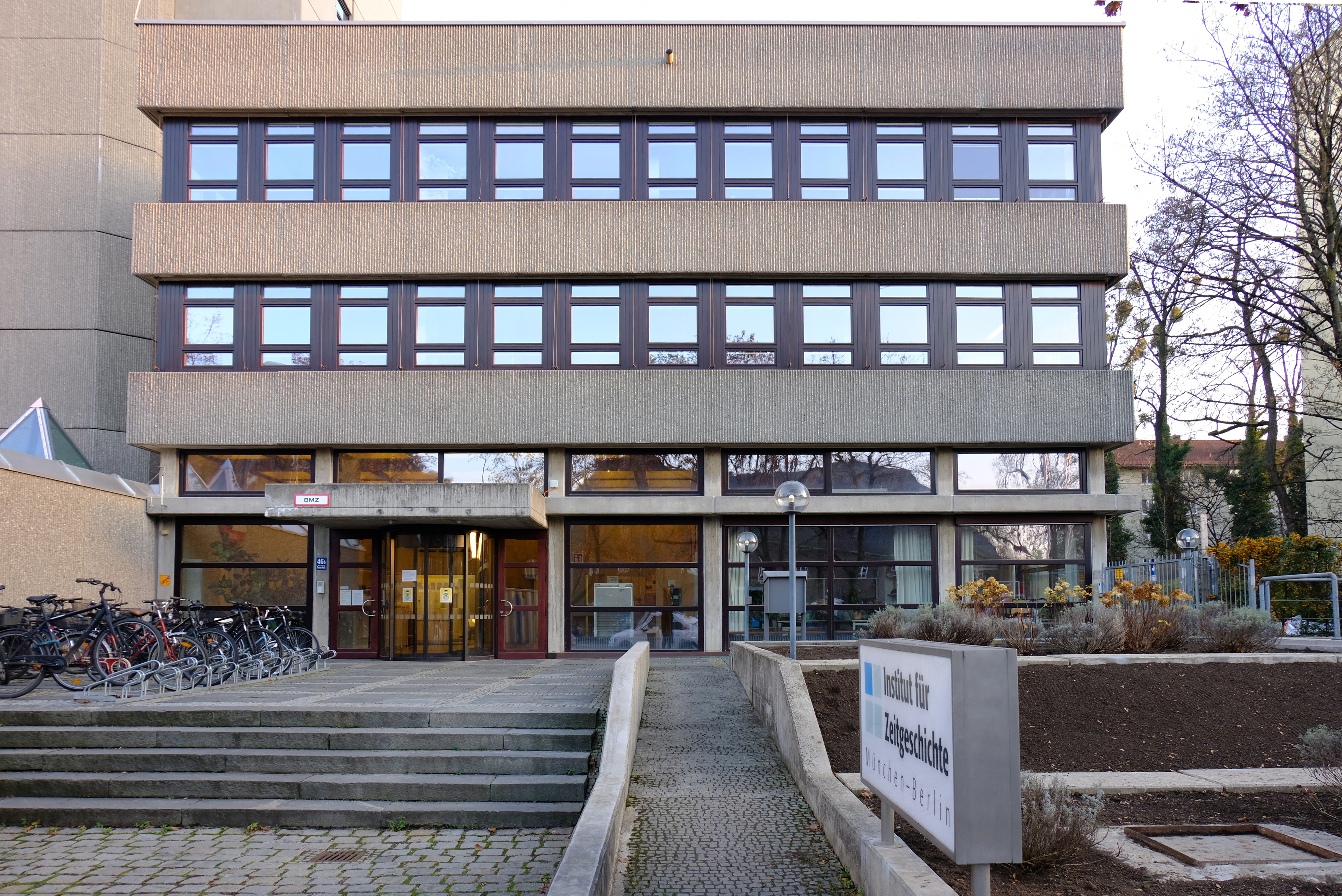
Institut für Zeitgeschichte

Die Straße im Stadtbezirk Neuhausen-Nymphenburg, die 1904 als Karsernstraße im Osten bis zur Abzweigung der Elisabethstraße eingezeichnet war und die im Jahr 1938 unter Neubenennung ihres früheren Ostteils als Schwere-Reiter-Straße auf ihre heutige Länge verkürzt wurde, lief westlich an der Maximilian-II-Kaserne entlang. Die Kaserne wurde im Zweiten Weltkrieg größtenteils zerstört und durch Neubebauung ersetzt. Auf der Westseite der Straße und westlich der Albrechtstraße liegt hauptsächlich Wohnbebauung. Westlich befindet sich auch das Bayerische Kriegsarchiv. Dessen Garten ist frei zugänglich. An der Ostseite das Institut für Zeitgeschichte (Leonrodstraße 46b). Gegenüber von Leonrodstraße 20 Richtung Norden weisen vier Gedenkstelen auf das direkt angrenzende Widerstandsdenkmal am Platz der Freiheit hin.

## Denkmalgeschützte Bauwerke

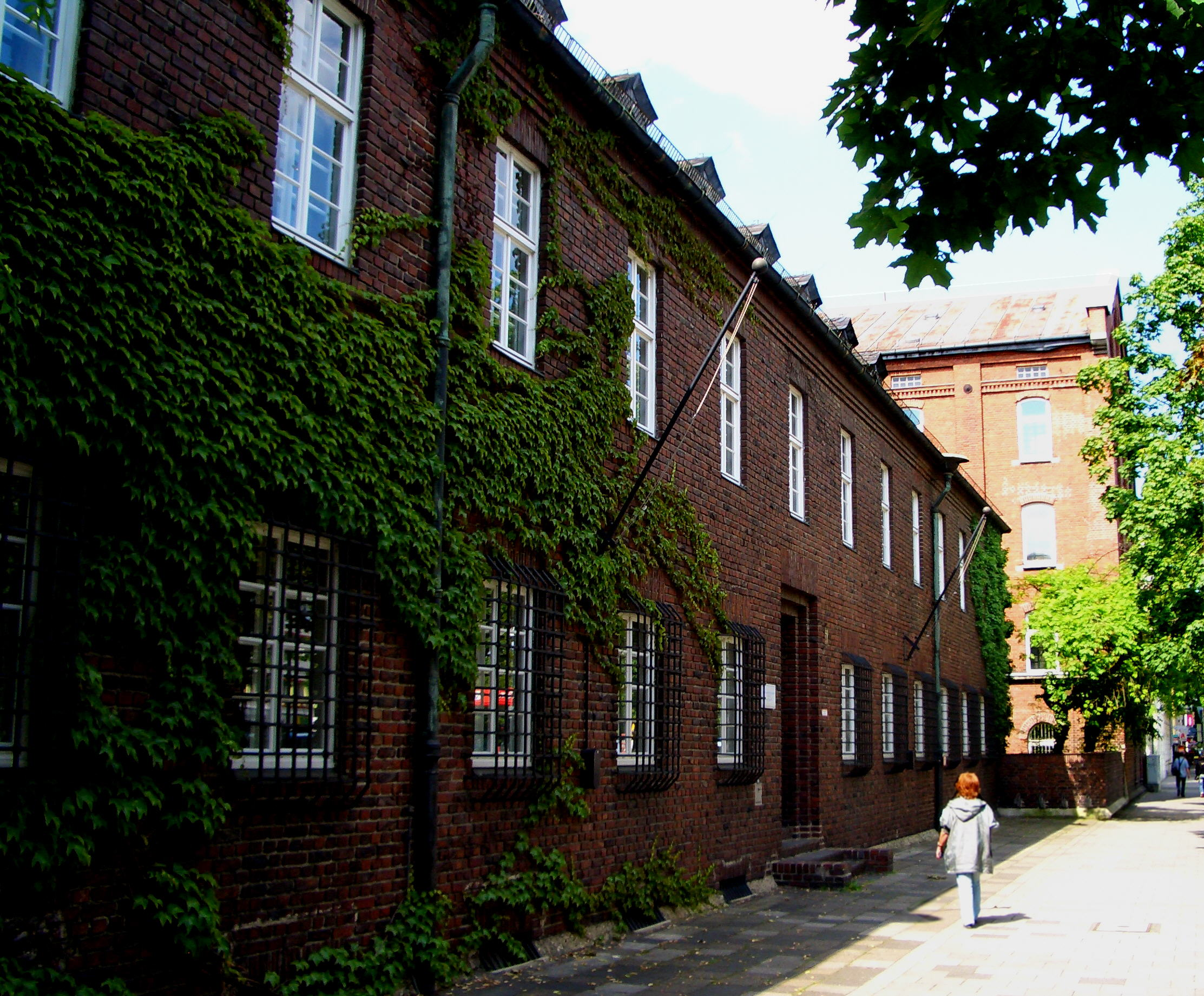
Bayerisches Kriegsarchiv

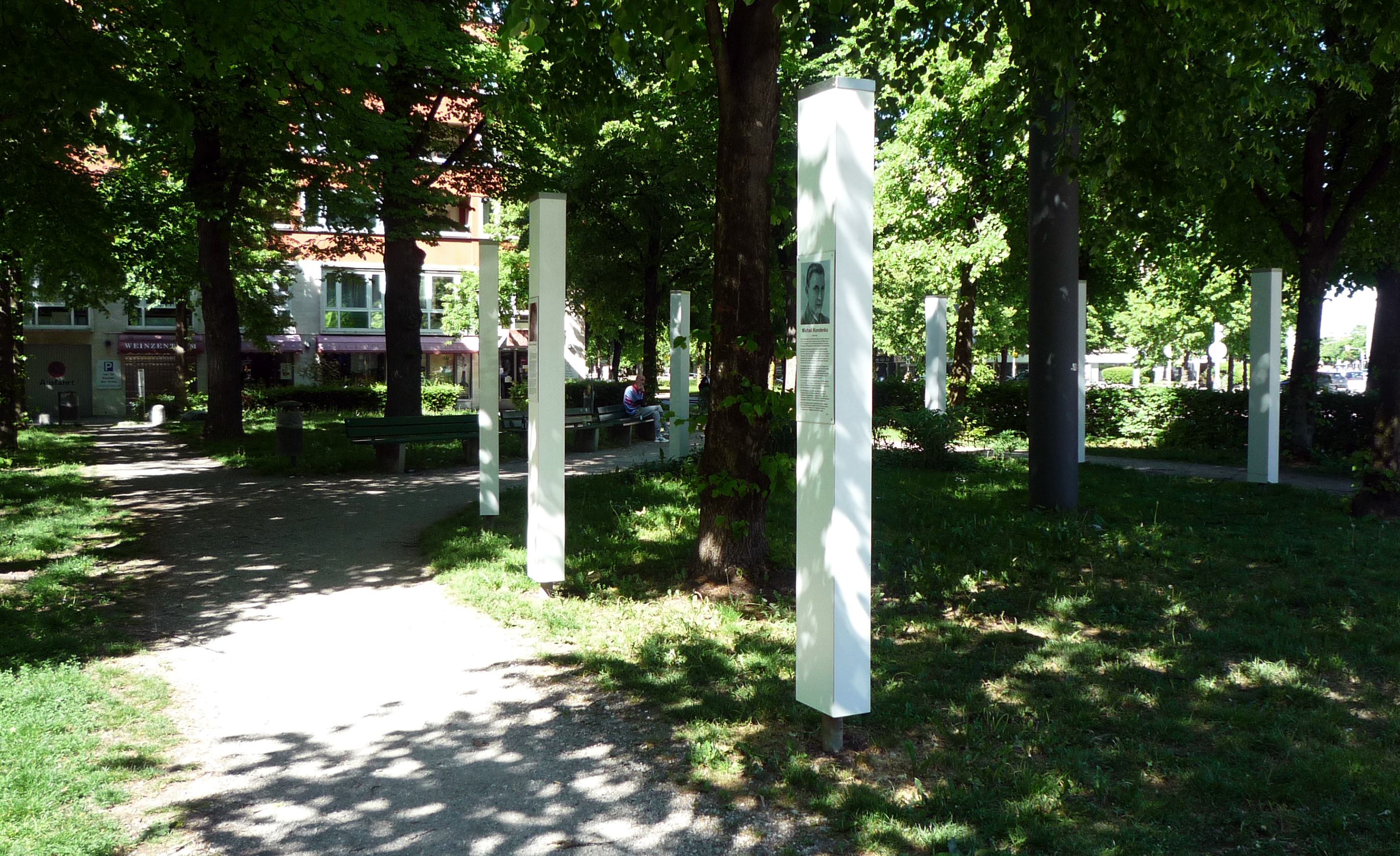
Platz der Freiheitl

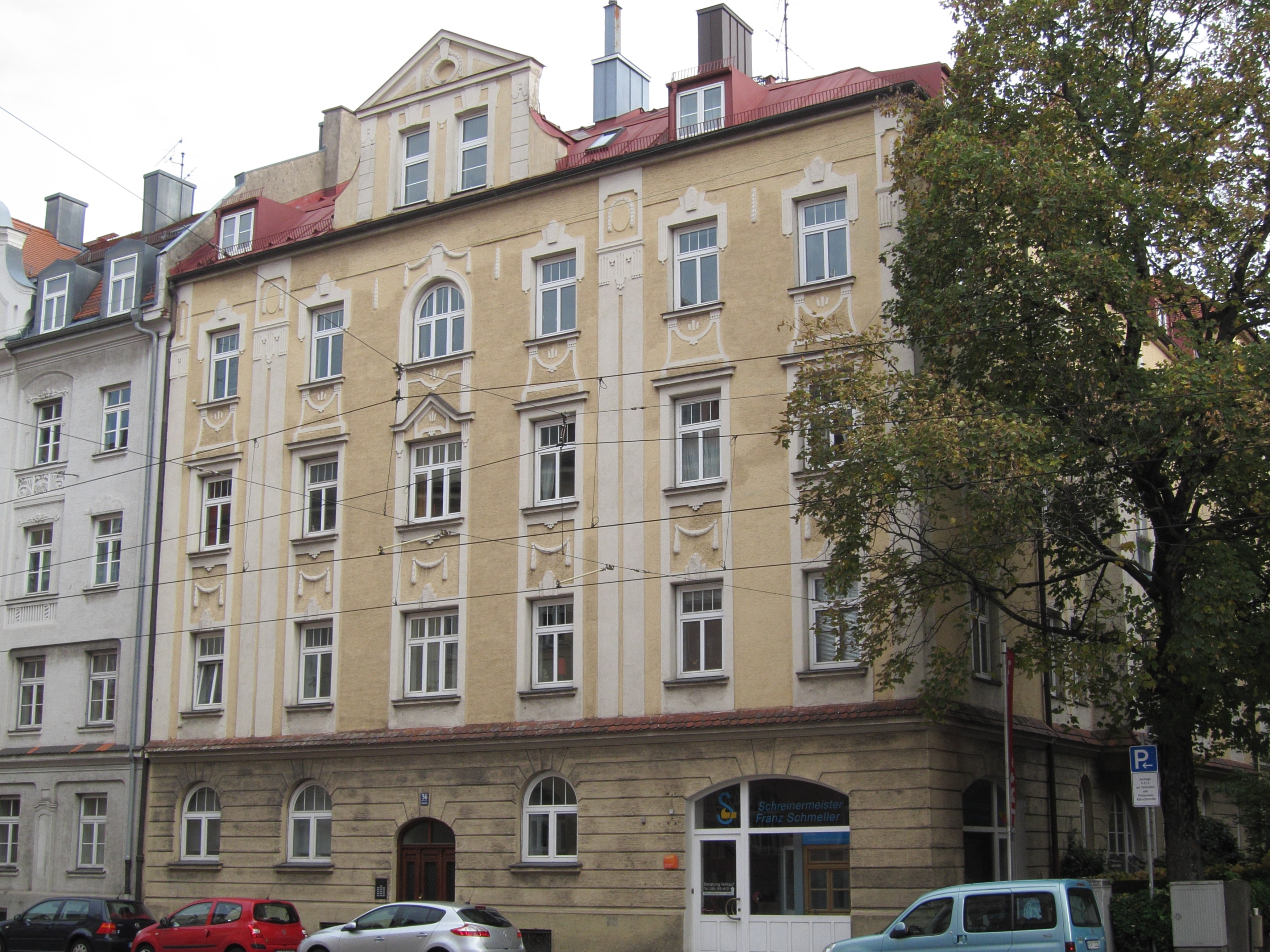
Leonrodstraße 36

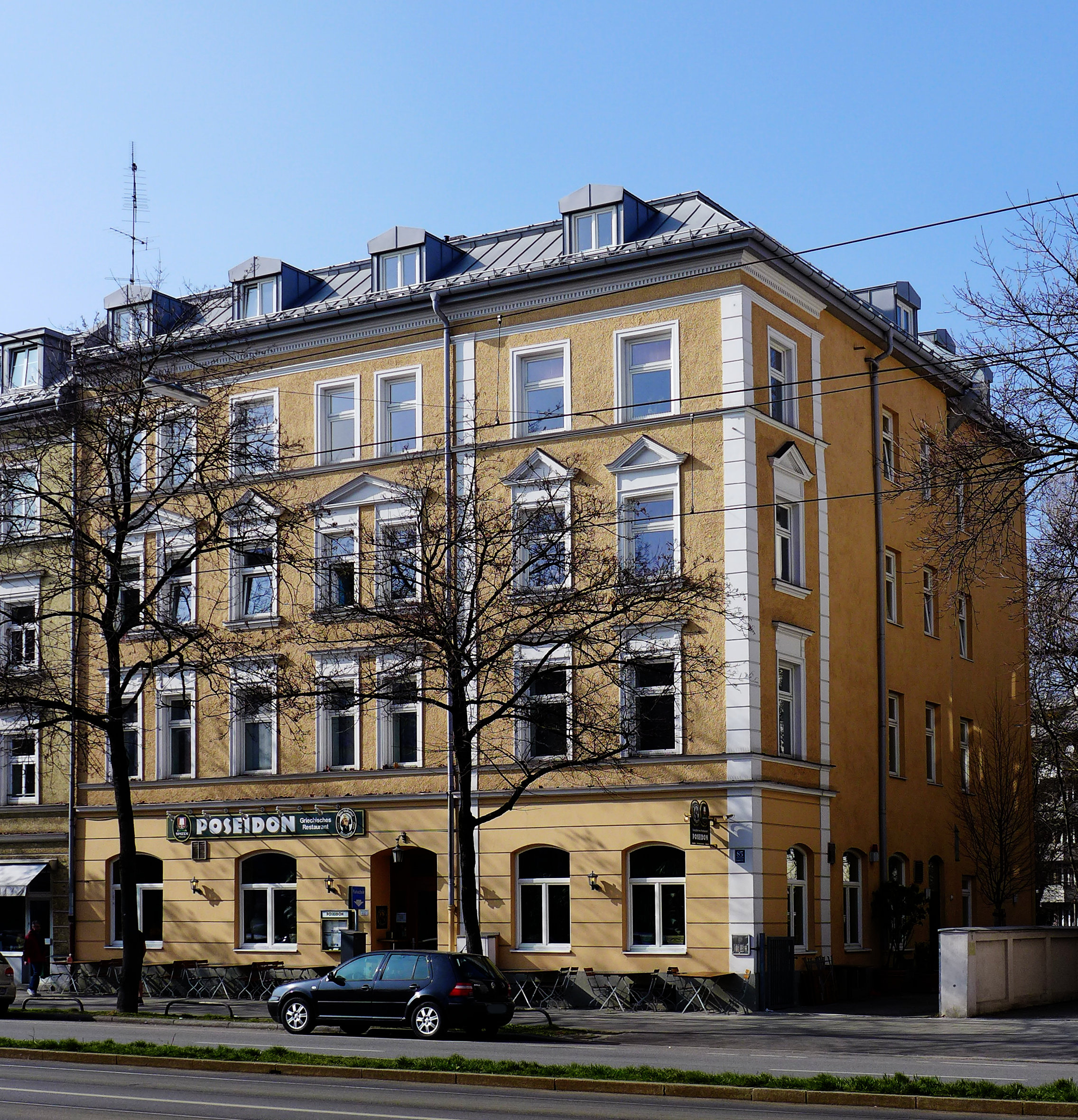
Leonrodstraße 85

- Leonrodstraße 7; Mietshaus, in Neurenaissanceformen, mit Mansarddach und Erker, 1891 (Denkmalliste D-1-62-000-3829
- Leonrodstraße 34: Mietshaus, Eckbau im barockisierenden Jugendstil, bezeichnet 1910 (Denkmalliste D-1-62-000-3830)
- Leonrodstraße 36: Mietshaus, Eckbau im Neo-Louis-XVI-Stil, reich gegliedert und dekoriert, 1908/09 von Ludwig Catharinus. (Denkmalliste D-1-62-000-3831)
- Leonrodstraße 38: Mietshaus, Jugendstil, mit Schweifgiebel und reichem Dekor, bezeichnet 1906. (Denkmalliste D-1-62-000-3832)
- Leonrodstraße 39: Mietshaus, später Jugendstil, mit Erkern und Segment-Zwerchgiebeln, um 1910; Gruppe mit Nr. 41 (Denkmalliste D-1-62-000-3833)
- Leonrodstraße 40: Mietshaus, Jugendstil, mit Marienfigur am Breiterker und Zwerchgiebel, um 1905; Gruppe mit Nr. 42. (Denkmalliste D-1-62-000-3834)
- Leonrodstraße 41: Mietshaus, später Jugendstil, mit Erker und Segment-Zwerchgiebel, um 1910; Gruppe mit Nr. 39 (Denkmalliste D-1-62-000-3835)
- Leonrodstraße 42: Mietshaus, Jugendstil-Eckbau, mit Erkern und Giebeln, 1905 von Josef Schrank; Gruppe mit Nr. 40. D-1-62-000-3836)
- Leonrodstraße 53: Mietshaus, Neurenaissance-Rohbacksteinbau, 1890 (Denkmalliste D-1-62-000-3837)
- Leonrodstraße 57: Kriegsarchiv, zweigeschossiger freistehender Rohbacksteinbau mit Walmdach, 1927/28; mit Einfriedung, um 1930; Nebengebäude, dreigeschossiger Rohbacksteinbau mit Satteldach, Kniestock und Lisenengliederung, um 1890 (Denkmalliste D-1-62-000-3838)
- Leonrodstraße 75: Mietshaus, neubarock, mit Stuckdekor, um 1890/1900 (Denkmalliste D-1-62-000-3839)
- Leonrodstraße 79: Hotel Hollandhof, neubarocker Eckbau, mit reichem Stuckdekor, um 1890/1900; zugehörig Maximilian-Wetzger-Straße 2 (südöstlicher Teil) (Denkmalliste D-1-62-000-3840)
- Leonrodstraße 83: Mietshaus, Neurenaissance, Ende 19. Jahrhundert (Denkmalliste D-1-62-000-3841)
- Leonrodstraße 85: Mietshaus, Neurenaissance, Ende 19. Jahrhundert (Denkmalliste D-1-62-000-3842)
- Leonrodstraße 87: Mietshaus, Neurenaissance, Ende 19. Jahrhundert (Denkmalliste D-1-62-000-3843)
- Leonrodstraße 91: Mietshaus, Eckbau am Leonrodplatz, deutsche Renaissance, mit Eckturm und Stuckdekor, 1908 von R. Barbist. (Denkmalliste D-1-62-000-3844)